# Центральный (стадион, Орёл)
«Центральный стадион им. В. И. Ленина» — футбольный стадион, расположенный в городе Орле. Домашняя арена футбольного клуба «Орёл».
Домашняя арена для проведения официальных матчей основной и молодёжной команд ФК «Орёл», домашних турниров сборной ОрёлГУ, а также финальных поединков городских и областных соревнований.

## История

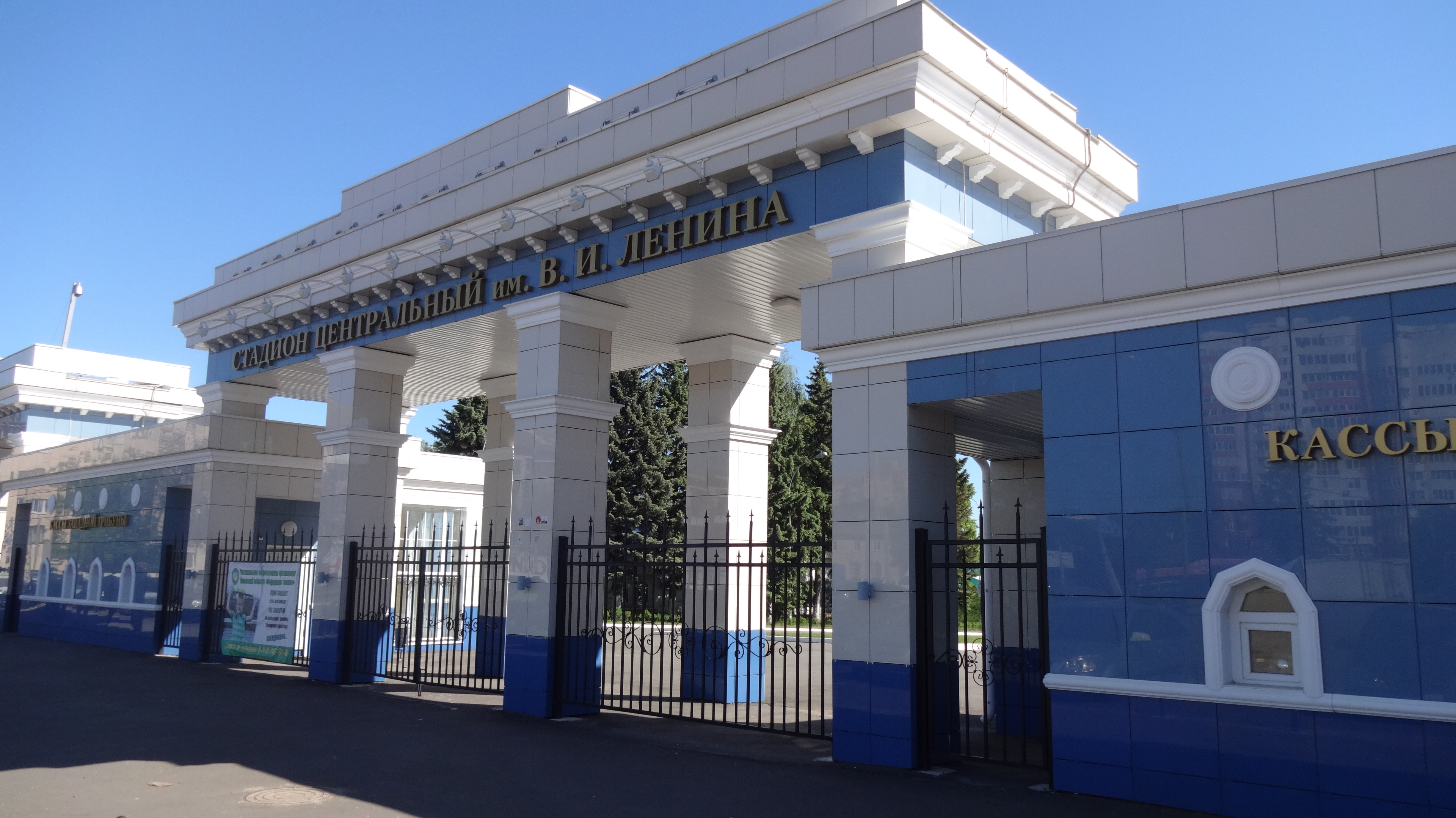
Вход на Центральный стадион

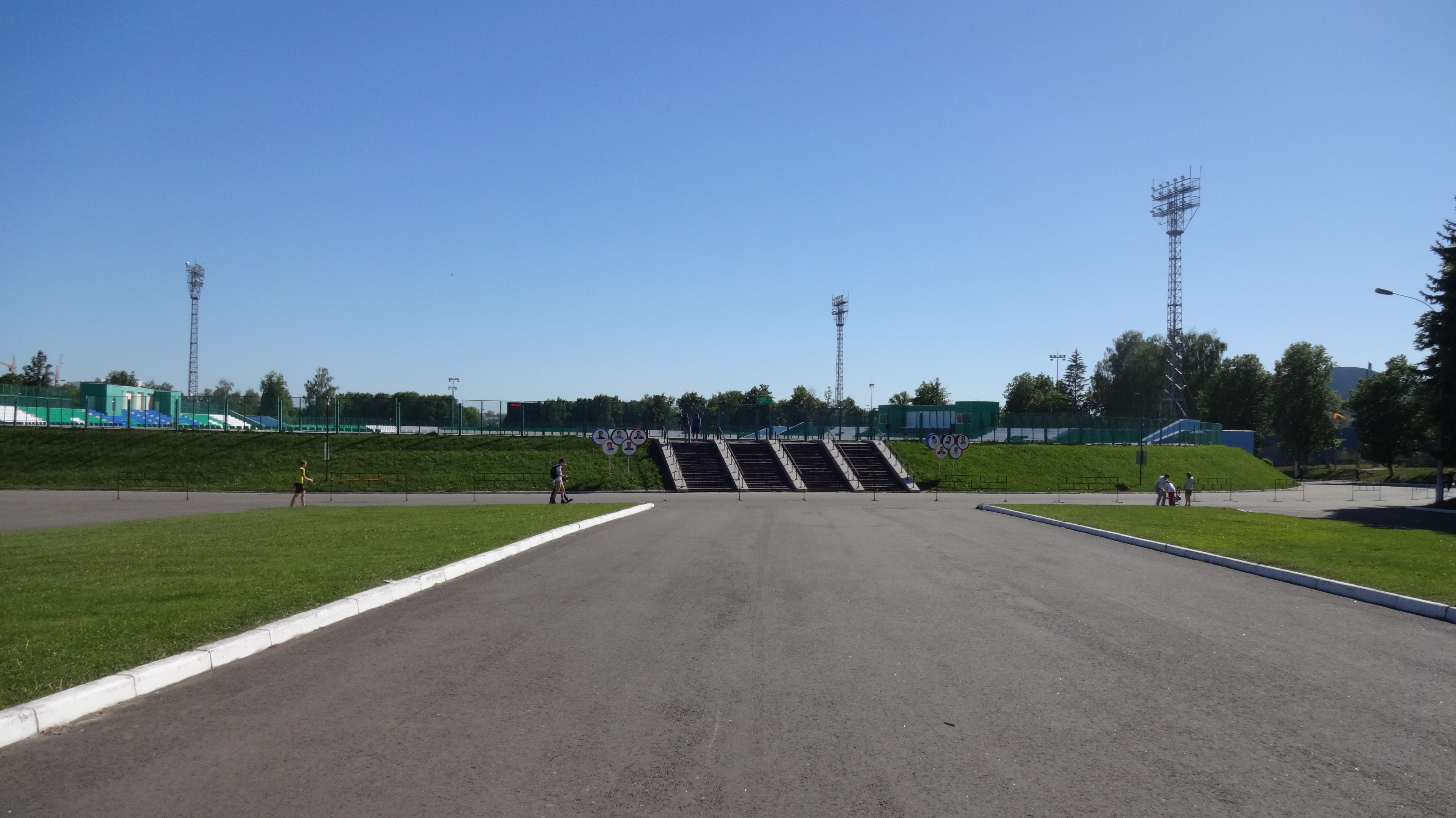
Общий вид стадиона

Единственной ареной спортивных баталий в городе до его открытия являлся стадион «Динамо», построенный в 1927 году и существующий до настоящего времени. Однако развитие города и увеличение его численности привело к тому, что скромный стадион с единственной трибуной и деревянными лавочками на ней перестал удовлетворять запросам горожан. К тому же орловской команде мастеров «Локомотив» требовалось куда более серьёзное место для приёма гостей.
«Центральный стадион имени В. И. Ленина» был сдан в эксплуатацию 16 сентября 1961 года. По своей первоначальной вместительности входил в число 20 крупнейших стадионов СССР, вмещая около 20 000 человек.
Первое крупное событие на стадионе состоялось в 1980 году, когда на уже отремонтированной арене состоялся спортивно-концертный праздник, посвящённый встрече Олимпийского огня на Орловщине. Тогда же в рамках празднования этого события состоялся и футбольный матч между орловским и московским «Спартаком», завершившийся победой именитых гостей. Впрочем, реванш состоялся через 5 лет, когда уже в рамках XII Всемирного фестиваля молодёжи и студентов орловские «спартаковцы» вырвали победу со счётом 1:0.
Первая реконструкция стадиона, а именно Западной трибуны, состоялась в 1989 году. Следующие работы в 1998 году, вследствие дефолта, были приостановлены, несмотря на грандиозные планы.
В конце 2001 года на стадионе было установлено электронное табло. В 2004 году, когда ФК «Орёл» предстояло дебютировать в первом дивизионе, на южной и северной трибунах арены были установлены пластиковые сидения, в результате чего вместительность стадиона уменьшилась до 14600 зрителей. В 2005 году, согласно требованиям ПФЛ, на нём была смонтирована система искусственного подогрева. В 2011 году были проведены работы по установке системы искусственного освещения, а также уложены беговые дорожки с резинопластиковым покрытием. В рамках благоустройства территории стадиона было построено тренировочное поле и запасное поле с трибунами, отремонтированы туалетные комплексы и плавательный бассейн.
В рамках подготовки к празднованию 450-летия города Орла в 2016 году на стадионе развернулась четвёртая в его истории реконструкция. В ходе неё частично снесены и отстроены заново Западная и Восточная трибуны.
В связи с боями в Курской области с августа по ноябрь 2024 года на стадионе принимали соперников главная и дублирующая команды «Авангарда», а также по июль 2025 года домашние матчи здесь проводили команды СШ «Авангард» в центральной ЮФЛ.

## Основные характеристики стадиона
- Год постройки: 1961
- Реконструкция: 1988, 1998 (частично), 2011, 2016
- Текущая вместительность: 14600
- Информационное табло: 1 электронное
- Осветительные мачты: 4 штуки
- Газон: искусственный

## Другие объекты

### Запасное поле № 1
Футбольное поле с искусственным покрытием 90×60 метров.

### Запасное поле № 2
Футбольное поле с искусственным покрытием, подогревом и трибунами. 
2 августа 2025 года состоялась торжественная церемония открытия поля после масштабной реконструкции, осуществлённой при поддержке РФС. Были заменены зрительские кресла, обновлены системы подогрева и освещения, а также установлено новое табло. С момента открытия поле используется для проведения матчей местной СШ «Академия футбола им. Ю. П. Сёмина» в межрегиональной ЮФЛ.

### Футбольный манеж имени И. Я. Мосякина
Крытый манеж с искусственным покрытием размером 72×55 метров. Был открыт 2 февраля 2024 года. Носит имя Ивана Мосякина — бывшего президента ФК «Орёл».

### МСК «Победа»
Многофункциональный спортивный комплекс, строительство которого началось в 1994 году, но в 2004 было остановлено. В 2019 году в рамках соглашения между Правительством Орловской области и Министерством спорта РФ о предоставлении субсидии из федерального бюджета было принято решение о возобновлении работ. Открыт 27 декабря 2021 года. Спорткомплекс предназначен для массовых занятий физической культурой и спортом, проведения тренировочных мероприятий по различным видам спорта, а также для организации и проведения спортивных соревнований международного, всероссийского и регионального уровней.